# Kristián Hynek
Pour les articles homonymes, voir Hynek.
Kristián Hynek (né le 19 mai 1980) est un coureur cycliste tchèque.

## Palmarès en VTT

### Championnats du monde
- Ornans 2012
  -  Médaillé de bronze du VTT marathon
- Kirchberg in Tirol 2013
  - 4e du VTT marathon
- Val Gardena 2015
  - 10e du VTT marathon
- Laissac 2016
  -  Médaillé de bronze du VTT marathon
- Auronzo 2018
  - 7e du VTT marathon
- Grächen 2019
  -  Médaillé d'argent du VTT marathon
- Sakarya 2020
  - 6e du VTT marathon

### Championnats d'Europe
- 2012
  -  Champion d'Europe de VTT marathon
- 2013
  -  Médaillé de bronze du VTT marathon
- 2015
  - 9e du VTT marathon
- 2016
  -  Médaillé de bronze du VTT marathon
- 2017
  - 5e du VTT marathon
- 2019
  - 7e du VTT marathon

### Championnats de République Tchèque
- 2010
  - 2e du cross-country
- 2013
  -  Champion de République tchèque de cross-country marathon
- 2018
  -  Champion de République tchèque de cross-country marathon
- 2019
  - 2e du cross-country marathon

### Autres (cross-country)
- 2008
  - Alanya
- 2012
  - Alpentour Trophy
- 2013
  - Alpentour Trophy
- 2014
  - Cape Epic
- 2015
  - Andalucia Bike Race
- 2018
  - Tankwa Trek